# Graciele Herrmann
Graciele Herrmann, född 1 januari 1992, är en brasiliansk simmare. 
Herrmann tävlade för Brasilien vid olympiska sommarspelen 2012 i London, där hon blev utslagen i försöksheatet på 50 meter frisim. Vid olympiska sommarspelen 2016 i Rio de Janeiro blev Herrmann utslagen i försöksheatet på samma distans.